# Gare de Port-de-Bouc
Gare de Port-de-Bouc vasútállomás Franciaországban, Port-de-Bouc településen.

## Vasútvonalak
Az állomást az alábbi vasútvonalak érintik:
- Ligne de la Côte Bleue

## Kapcsolódó állomások
A vasútállomáshoz az alábbi állomások vannak a legközelebb:
- Gare de Croix-Sainte
- Gare de Fos-sur-Mer